# コミックマーケットが抱える問題
コミックマーケットが抱える問題（コミックマーケットがかかえるもんだい）ではコミックマーケット準備会が主催する同人誌即売会であるコミックマーケット（Comic Market、通称：コミケあるいはコミケット）が抱える問題と課題を挙げる。コミックマーケットの歴史は2025年で50年を数える。この歴史の一面を見た場合、ある意味では漫画・アニメなどを主軸とする同人の世界が数々の諸問題の影響などを乗り越えてきた歴史を反映している。現在もまた、著作権に関する問題・描写と規制・同人イベントの参加者のモラル・イベントの肥大化とそれに付随して発生する問題を抱えている。本項では、特に肥大化の進むコミックマーケットに固有の問題を列挙する。同人誌や同人ゲームの抱える著作権問題、および過激な性的描写による表現などの問題は「同人誌」の項目も参照されたい。以下に挙げる諸問題の多くについては、コミックマーケット準備会が発行するカタログに概略が記載され参加者への注意も毎回喚起されているものである。
本記事では以下、コミックマーケット準備会のことを「準備会」と表記する。

## イベント肥大化と会場施設面の問題

### 会場容量の限界
| コミックマーケット参加者の入場待機列（東京国際展示場西館付近にて撮影） |  | コミックマーケット参加者の入場待機列（東京国際展示場西館付近にて撮影） |
| コミックマーケット参加者の入場待機列（東京国際展示場西館付近にて撮影） |  |                                                                        |

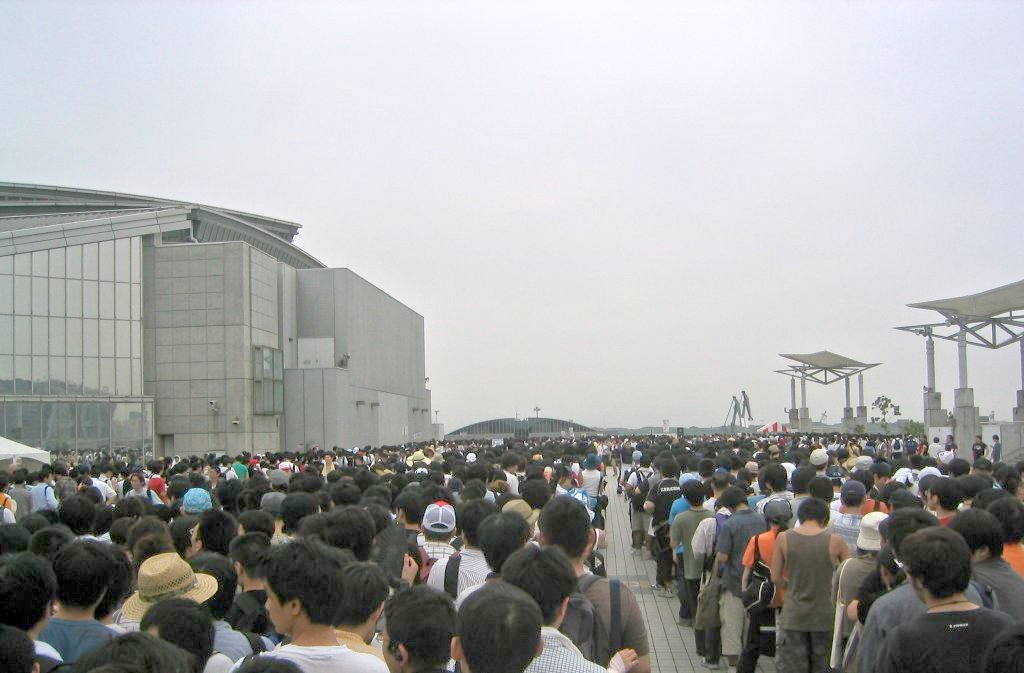
コミックマーケット参加者の企業スペース入場待機列（東京国際展示場西館屋上にて撮影）

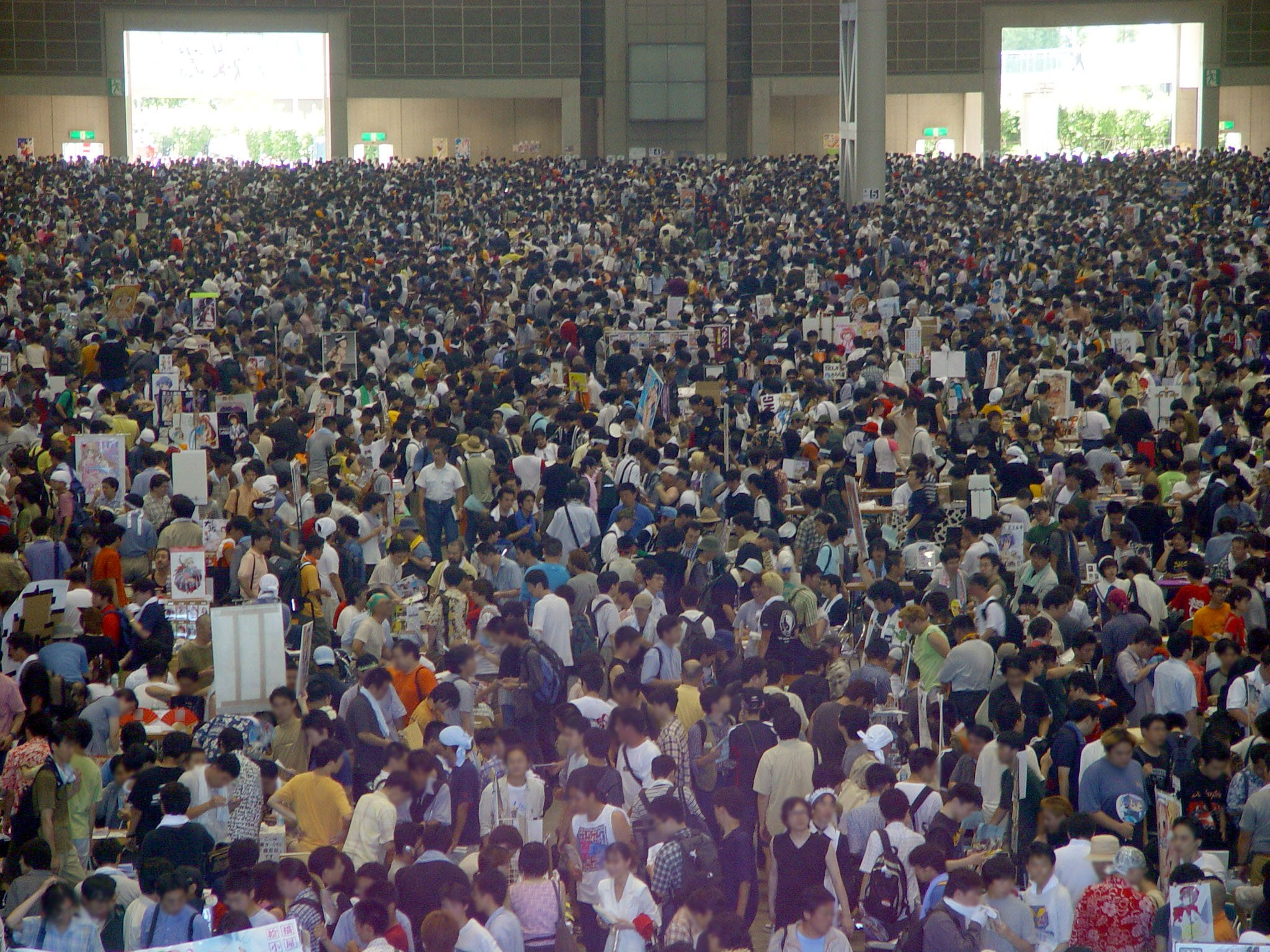
混雑する場内（C62）

2000年代後半以降、参加者の人数は一日あたり15万人を超え20万人に達することもある状態が続いており（実際、2008年夏のC74の1日目、2日目、3日目の入場者数はそれぞれ17万人、18万人、20万人で、一日あたりでは東京ゲームショウや東京モーターショーの2倍前後となっている）、身動きがとれないほどの混雑した場所もあったなどの報告 が毎回の様に繰り返されており、主催者側も一部エスカレーターの運用を停止するなど群集事故を防ぐ方策を講じている。
だが、日程を増やすことは容易ではなく、同人イベントに使用可能な施設としては東京国際展示場（東京ビッグサイト）が日本国内でも最大で、同種の施設（コンベンションセンターと呼ばれる展示場施設）として、これを超える規模のものは存在しておらず、そのような超巨大コンベンションセンターの具体的な新設や拡張の計画も現在の国内にはなく、この膨大な参加者数は、それ自体が1つのネックとなってしまっている。千葉市の幕張メッセは確かに東京ビッグサイトに準じる規模を持つ展示場であり過去にコミックマーケットが行われていたこともあるが、その後、コミケを追放した経緯がある（1991年8月に発生したコミケ幕張メッセ追放事件、しかし追放後の2015年3月28日 - 29日にコミケットスペシャル6オタクサミットを幕張メッセで開催）。西日本最大の展示場であるインテックス大阪の場合だと、アクセスできる公共交通機関がOsaka Metro南港ポートタウン線しかなく、2019年に供用が開始された愛知県国際展示場（Aichi Sky Expo）は中部国際空港に位置することから空港利用客との混乱が起こりうることが懸念されるため、2022年に新第1展示館の供用が開始されたポートメッセなごやは名古屋臨海高速鉄道あおなみ線しかアクセスできる公共交通機関がなく、人を捌ききれないため、事実上開催が不可能である。
地理的にも東京都江東区の東京ビッグサイトと千葉県千葉市の幕張メッセまでが首都圏近郊であり、大阪府大阪市のインテックス大阪と愛知県名古屋市のポートメッセなごやは遠征となり、通常規模のコミックマーケットを首都圏南関東近郊以外で大規模開催した事例はない(通常より格段に小さいSP版すら、北関東の茨城県水戸市のSP5水戸や沖縄県宜野湾市の沖縄コンベンションセンターのSP3沖縄しかない)、さらに東京ビッグサイトと幕張メッセとインテックス大阪が日本3大展示場で展示面積7万平方メートル以上を誇るため、東京ビッグサイトと幕張メッセの双方が使用不可になると通常コミケ規模やコミケ以外のイベントでも東京ゲームショウなど大規模イベントは事実上開催不可能になる。他に神奈川県横浜市のパシフィコ横浜もあるが、展示面積は2万平方メートルほどと幕張メッセの3分の1にも満たない(4分の1ほどしかない)ので、展示面積不足で無理である。
なお2020年東京オリンピック・パラリンピックへの対応として、東京ビッグサイトに東新展示棟と西ホール付近の拡張棟（南展示棟）、東京テレポート駅付近の仮設展示場（青海展示棟）が新設され、2016年のC91より東新展示棟が使用されている。また、2019年のC96・97については、東展示棟でオリンピック関連の一部占用が始まるため、西展示棟・南展示棟（以上サークル）・青海展示棟（企業ブース）で行われた。オリンピック・パラリンピック開催終了に開催されたC99以後は、ホールの規模が拡大したことにより、会期が2日間に短縮された。
数十万人単位の参加者の誘導と会場警備には多くのボランティアが参加しているが、それ以上に年々参加者が増加しており、主催者も抜本的な混雑緩和策をめぐり苦慮を重ねている。コミックマーケットの一参加者でもある斎藤環は2005年9月30日の インターネット放送『マル激トーク・オン・ディマンド』 の番組内でコミックマーケット68の開場後の場内の様子を紹介し、参加者が膨大であるにもかかわらず、運営がほぼ混乱なく整然と行われているイベントであるとしている。

### 参加者の体調問題

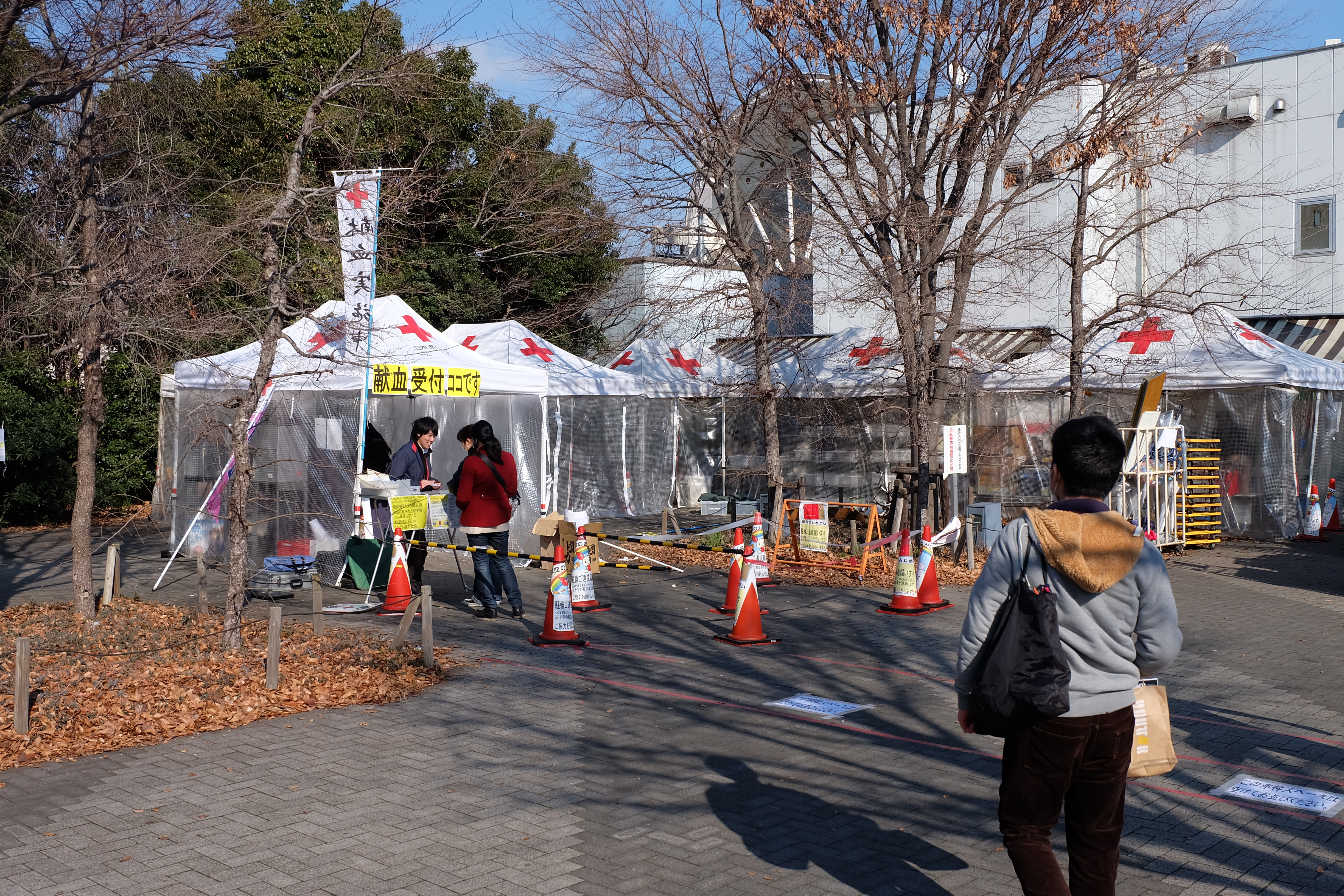
コミックマーケット開催期間中、りんかい線国際展示場駅横で展開中の献血ブース

コミックマーケットは参加人数が非常に多く、長時間列に並ぶことが常態化している。その年の気候にもよるが、夏コミでは炎天下による熱中症、冬コミでは寒さ対策（会場が海に近いため寒い）不足による低体温症にかかり、救護室に担ぎ込まれる参加者が後を絶たない。準備会はコミックマーケット84に関連して、夏のイベント参加者に感染症への注意を呼びかけた。

#### 新型コロナウイルスによる開催中止・延期
2020年2月から新型コロナウイルス感染症「COVID-19」の影響で各種イベントの開催中止が相次ぎ、3月15日の時点では準備会は「開催に向けて準備しているものの、会場からの中止要請があった場合は中止、または延期の可能性がある」とコメントしていた が、3月27日に拡大防止の観点からC98は史上初の開催中止となることが発表された。
2020年冬に開催予定であったC99は、新型コロナウイルス感染症拡大防止の観点と、東京オリンピック・パラリンピックの開催延期に伴い、東京ビッグサイト東展示棟が使用できないことを受けて、2020年冬の開催を断念し、2021年のゴールデンウィークでのC99の開催を目指すことを7月12日に正式に決定した。しかし、再度延期となり2021年冬開催を目指すことを決定した。これにより、2020年はコミケが一切開催されないという年となった。
その後、2021年12月30日と31日にコミックマーケット99(C99)が開催された。それ以降もコロナの状態を様子見しながら参加人数を拡大していて、まだまだ参加人数制限は厳しいが、徐々に2019年以前のコロナ前に近づけつつある。詳細はコミックマーケット#開催再開（C99 - ）を参照されたい。

### 子連れ参加
2000年代後半以降は子連れの参加者も目立ってきているが、会場内の混雑状況は子供にとっては過酷な環境である。にもかかわらず、コミックマーケットカタログには「迷子札」をつけるように指示をしているだけであり、参加者各自の判断に任されている状況である。これは参加者の中に、子連れ参加について賛成派と反対派の双方が存在するためであり、かつ「運営ルールに違反しない限り一人でも多くの参加者を受け入れる」というコミックマーケットの理念上、特定の参加者を受け入れないわけにはいかないためである。しかし、「授乳した赤ちゃんから吐瀉物を吐かれて自分の服が汚された」、「サークル参加している母親が赤ちゃんを椅子に置き去りにして買い物に出かけた」、などの子連れ参加特有の苦情も発生している。コミックマーケット準備会は、会場近辺の託児所の紹介も行っているが、最終的には「親ばかりが楽しむのではなく、子供も一緒に楽しむ、無理しない形できちんと準備、計画を立てて訪れて欲しい」と結んでいる。

### 犯罪対策
コミックマーケットでは過去に時限発火装置や癇癪玉によるいやがらせも発生している。これ以来準備会では不審物の対策として、参加者自身による不審物確認を促す一斉点検放送を定時に行っている。1996年8月から2001年12月まで準備会には毎回脅迫状が届いている。
2008年夏のコミックマーケット74では、同年7月以降にインターネット等で複数の脅迫行為が行われ、当時の様々な事案があり、手荷物確認が行われた。準備会は行為者や以後の脅迫に対して毅然たる姿勢をとることを表明した。

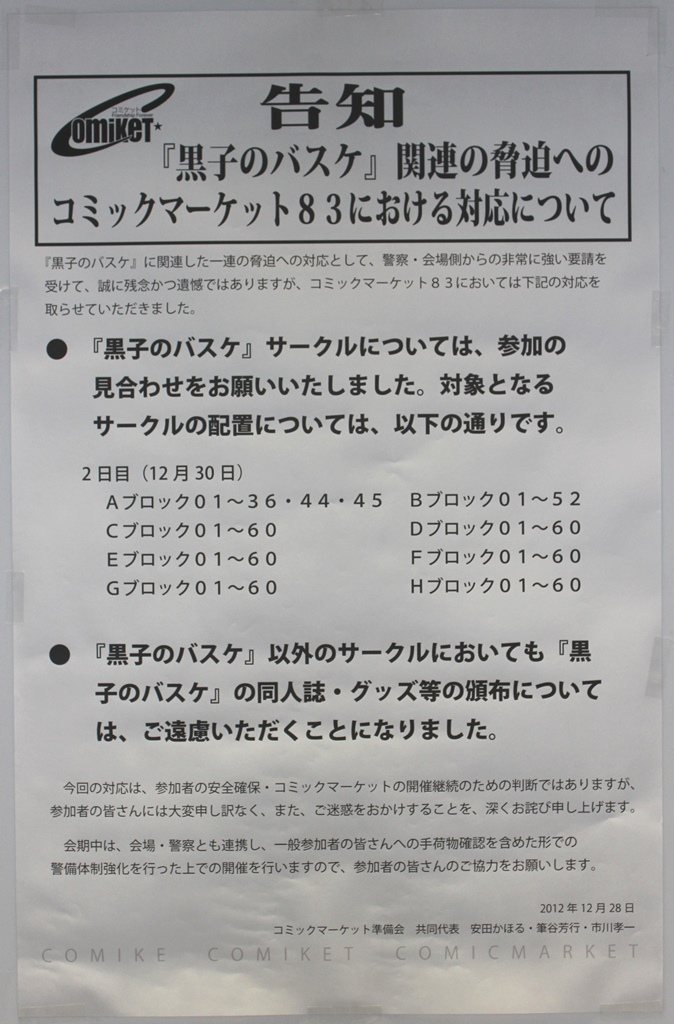
コミックマーケット準備会が「黒子のバスケ」のサークルブース周辺に掲示した告知文。『表現の場』を提供するコミックマーケットが犯人の脅迫行為に苦慮した結果であった。

2012年冬のコミックマーケット83では、10月に「黒子のバスケ」のサークル不参加を要求する脅迫状が準備会に送られたことを受け、C74と同様に安全を確保したうえでの開催が調整されていた。しかし、11月に他主催の「黒子のバスケ」同人誌即売会、および集英社主催の「ジャンプフェスタ」での「黒子のバスケ」関連イベント・グッズ販売が中止されたことを受け、警察・会場が強い懸念を持ち、会場からは通常通りの開催が行われれば以降のコミックマーケットでの東京ビッグサイトの使用が禁止される恐れがあったため、「黒子のバスケ」のサークル参加中止措置と同作品の同人誌・グッズの頒布中止要請 を発表した。その結果、C83の開催2日目の該当サークルブースは、他と比べ異様な閑散ぶりとなった。この事件に便乗して、「黒子のバスケ」が配置されるはずだったブロックで3通の脅迫文が発見された。また、コスプレに関する準備会からの自粛要請はなかったものの、自粛ムードが広がり、初日のコスプレでは「黒子のバスケ」のコスプレイヤーは見当たらず、「となりでコスプレ博」など、近隣のイベントへ流出した。2013年4月3日に株式会社東京ビッグサイトは「黒子のバスケ」関連イベントへの以後の対応をリリースした。2013年夏のコミックマーケット84では、全てのジャンルのサークルが通常通り参加・頒布が行われた。警視庁捜査第一課によると、2013年12月15日に黒子のバスケ脅迫事件で逮捕された男は確保された時、コミックマーケット主催者に対して開催中止を求める脅迫文を所持し、投函しようとしていた。
2015年冬のコミックマーケット89以降、2020年東京オリンピックの開催が近くなったことや、ISIL等による国際テロ事件の多発などによる情勢に伴う、警察からの要請があったため、簡易手荷物検査が行われることとなった。
極度に混み合うことからスリなどの窃盗事件が発生しており、警視庁では捜査第三課の捜査員を派遣し警戒している。

### 通信環境
| コミックマーケットでは会場の内外で携帯電話の移動基地局車と人間Wi-Fiアクセスポイント（NTTドコモは50名）が稼働した。 |  | コミックマーケットでは会場の内外で携帯電話の移動基地局車と人間Wi-Fiアクセスポイント（NTTドコモは50名）が稼働した。 |
| コミックマーケットでは会場の内外で携帯電話の移動基地局車と人間Wi-Fiアクセスポイント（NTTドコモは50名）が稼働した。 |  | |

コミックマーケットの混雑した会場内で、他の参加者と連絡を取りあうのは困難な状態が続いている。携帯電話が普及する以前から、アマチュア無線やパーソナル無線で連絡を取りあう参加者も存在する。携帯電話の普及により、連絡を取りあうのは（以前と比べては）容易になったものの、コミケ当日は会場周辺の通信量が激増し、携帯電話やインターネットへのアクセスが困難な状態が続いており、C85開催時現在、時間帯によっては通信量の激増に対処しきれない状況である。C78ではソフトバンクモバイル（現・ソフトバンク、以下C87までは「ソフトバンクモバイル」、C88以降は「ソフトバンク」と表記）がTwitterでの期待を受けて対策を行った。C85ではNTTドコモ・au（KDDI）・ソフトバンクモバイル（以下携帯大手3社と表記）が移動基地局とWi-Fiアクセスポイントを装備した人員（NTTドコモは50名）を、C100では携帯大手3社に加え、楽天モバイルが会場への派遣を実施した。
コンサート等のチケットの電子化が進んでいるが、準備会は「通信障害発生時のリスクが非常に大きい」として、電子チケットの導入に否定的である。

### 2020年東京オリンピック・パラリンピックによる東京ビッグサイトの使用不可
2020年東京オリンピック・パラリンピックの開催が決定し、東京ビッグサイトが大会期間中はプレスセンターとして2020年9月のパラリンピック閉幕まで全館使われる計画で、コミケを始めとする各種展示会・イベントが会場として使用不可能となる見通しである。当初の計画では、2019年4月からプレスセンターと国際放送センターの準備のため一部施設（東展示棟・東新展示棟）、2020年4月からは全館が占有される予定だった。
また、東京ビッグサイトに次ぐ規模となる幕張メッセもフェンシングなどの会場になる予定のため、東京ビッグサイトとほぼ同時期に五輪関係でパラリンピック終了まで長期占領されてしまうので、関東地方での代替開催も微妙な情勢となっている。東京オリンピック組織委員会は「最終的な占有開始時期は国際オリンピック委員会と協議中」としていた。交渉の結果、2018年と2019年は夏季・冬季とも従来通り開催予定とし、2020年は夏季開催を春の大型連休中に前倒しして開催（冬季は通常通り）することを決定していたが、コロナウイルスの影響により最終的には中止へと追い込まれた。コミックマーケット94終了後の2018年8月12日、準備会は2019年開催予定のコミックマーケット96・97について、史上初の4日間開催であることを決定した。また前述の通り東展示棟が使用できないため、西展示棟と新たに建設される南展示棟・青海展示棟で行われた。
なお、東京オリンピック開催に伴って会場が狭くなり、企業ブースが減少し、広告も減ってしまう一方で、開催日数が4日となり、会場数も2つに増加することにより、経費が増大したのと、コミケ参加者とそうでない一般人とを判別するため、2019年8月開催予定のコミックマーケット96(C96)と2019年12月開催予定のコミックマーケット97(C97)について、入場料の有料化（リストバンドを購入する方式）を検討していることが、2018年11月3日付けの「コミケットアピール95」において、示された。
新型コロナウイルス感染症流行の影響で2020年3月に東京オリンピック・パラリンピックの1年延期が決定し、2021年夏に東京オリンピック・パラリンピックが開催されたため、東京ビッグサイトの使用可能計画も2020年秋から2021年夏ごろまで白紙撤回となった。

## 周辺地域への影響
参加者の著しい増加につれて一般参加者の入場待機列が長大になるなど、コミケットの大量の参加者とその輸送・流動を巡っては、周辺地域に及ぼす環境面や安全面や交通への影響が大きく、開催継続に際してのリスク要因となっている。

### 周辺の店舗
コミックマーケットの開催に合わせ周辺の店舗では品揃えを参加者が必要とする商品に特化したり、従業員を接客に長けた者で固めるなどの特別対応をとる店がある。開催期間中のローソン国際展示場駅前店の様子は2015年放送の『ドキュメント72時間』（夏コミ！ “日本一”のコンビニで）で紹介された。東京ビッグサイト駅最寄りのカフェ・ベローチェ有明店では、1999年ごろから開催期間中は店長クラスの熟練者を通常の4倍配置する特別シフトとしている。

### 交通混雑
台場・有明地区への公共交通機関としてはゆりかもめ、りんかい線、都営バス（都05-2、東16、門19、急行05、急行06、国展01・02・04・09）、空港連絡バス（羽田空港発着高速バス）、吉祥寺駅方面直通バス 、マイタウン・ダイレクトバス、三島羽田シャトルなどの高速バスがある。また2021年（令和3年）のC99からJRバス関東が新規に乗り入れ、2023年（令和5年）4月1日より東京BRTの幹線ルートが乗り入れを開始した。だが大量輸送機関はりんかい線が唯一であり、そのりんかい線を含めいずれもコミケット参加者の輸送だけでも専用ダイヤや臨時便などの特別輸送体制が敷かれるほどの状況である。

このため夏はお盆（8月15日頃）、冬はクリスマスから年末シーズンにかけてという人出のピークとなる時期に開催されるため、会場へ行き来する参加者とお台場等の他の観光施設へ向かう客とで交通機関に大きな影響を及ぼしている。特にウォーターフロント地区の性質上、訪問者は内陸側から来て内陸側に帰ることになるため、午前中から昼頃にかけては台場などへ行く買物客・観光客、午後から夕方にかけてはそこからの帰宅客とが結果的にそれぞれ同一ルートとなり、結果として混雑に拍車が掛かることも多い。コミケットから帰る客で混雑する時間帯は台場付近から乗車する乗客との兼ね合いもあり、有明駅・東京ビッグサイト駅の両駅で新橋方面への列車の乗車制限を行っている。これに対し、豊洲方面への乗車制限はない。さらに、東京ビッグサイト駅ではホームが混雑するため入場制限を行っている。とはいえ、かつての晴海やゆりかもめとりんかい線の全線開通以前の有明は臨時路線バスが主力という不便な環境であり、黎明期と比べれば会場への交通手段の選択肢ははるかに充実している。

長距離夜行高速バスは、ドリーム号（東京駅発着）、WILLER EXPRESS（東京駅鍛治橋駐車場、バスタ新宿、大崎駅西口発着）など多数の路線が設定されているが、コミックマーケット開催時の上りと開催終了後の下りはすぐに満席となるケースが多い。また、2020年（令和2年）まで運転されていたJR東海道線の夜行快速「ムーンライトながら」は、夏コミ・冬コミともに開催日が青春18きっぷの使用可能日と一致し、かつ東京から西日本方面を安く移動できるため、コミックマーケット開催時の上り・開催終了後の下りは指定席券の確保が困難を極めた。

コミケ終了後の上野東京ライン、特に東海道線の混雑が熱海駅から先JR東海管内の静岡地区や遠く名古屋地区にまで影響を及ぼすことすらある。
しかしながら、書き入れ時とはいえコミックマーケット開催時は平時とは相当に異なる混雑となるため、周辺路線の駅や車内アナウンスにおいてコミックマーケット参加目的の乗客に対し「『一般の』お客様の迷惑になる」などと、コミックマーケット参加目的の乗客を他の利用客と明確に差別するかのような物言いをする駅係員や乗務員もおり（特にりんかい線で顕著）、批判も上がっている。ただし、コミックマーケット参加目的の乗客があまりに多すぎて酷い混雑になることや、一部の心ないコミックマーケット参加の乗客による迷惑行為によるコミックマーケット参加目的以外の乗客からの苦情が交通各社に寄せられており、交通各社側がコミケ参加目的の乗客とそれ以外の乗客との板挟みになっていることもまた事実である。例として、2013年に東京臨海高速鉄道が公式Twitter上で、「夏休み中で子供も多く乗車しているので、コミケで買った本を車内で読むのをやめてほしい」といった趣旨の注意を呼びかけられ、こういった行為は控えられるようになった。このほか、国際展示場駅に到着する始発電車を降りた参加者が改札に向け駅構内を走る行為（いわゆる『始発ダッシュ』）についても、危険であるため止めるようにアナウンスしている。『始発ダッシュ』については半ばコミケの名物とも化しており、その様子を面白半分で撮影する者もおり、これについてもトラブルの原因となるとして遠慮して欲しいとしている。

### 他のイベントとの兼ね合い
コミケットの開催期間はお盆休みと年末の書き入れ時にもあたり、周辺地域で開催される他の大型イベントや大型商業施設のバーゲンセールなどと多分に重なる。このため、コミケットの数十万人単位の参加者の臨海副都心部や東京都心での流動は各方面に様々な影響を及ぼしている。
夏コミ期間は中央区主催の東京湾大華火祭と重なる場合があり、花火観覧客と交通規制によって有明・台場地区やレインボーブリッジ・晴海通りはもとより、レインボーブリッジ対岸でも道路の渋滞・混雑が発生していたが、東京湾大華火祭は2015年を以っていったん休止となり、2026年10月に再度開催することとなったが10月のため日程が重なる恐れはなくなった。また東京ビッグサイト近隣の台場・有明地区に所在する企業や商業施設が開催する夏期イベント とも重なり、交通機関や周辺道路が渋滞している。

同様に冬コミ期間中にも、近隣の台場・有明地区の各種商業施設で数多く開催される歳末セールや歳末イベントの人出と重なる他、近隣でも品川区勝島の東京シティ競馬（TCK）で恒例となっている年末開催があり、冬コミ日程と重なる形でTCKにとっても大レース（重賞競走）が連続する期間となる。特に地方競馬の全競走を通じて最高の格付けと売得金を誇る国際GI東京大賞典は1999年（平成11年）より12月29日に固定して開催されており、日程がぶつかっている上に東京大賞典は15～16時台の発走であるため、競馬観戦とコミケットの終了後の帰宅時間帯のピークが重なっている。とりわけJR京浜東北線と東急大井町線とりんかい線の乗り換え駅であり、TCKへ向かうバスやタクシーが多数発着する大井町駅は大変な混雑となる。なお、コミケ参加者の帰宅時間帯への配慮かは不明ではあるが、後にTCKは年末開催を「プチトゥインクル競走」と銘打ってナイター競走・薄暮競走の時間帯に開催するようになり、年末開催の薄暮競走ではメインレースを16時30分頃、最終レースを18時前に設定する（つまり、最終レース終了まで観戦した場合、無料送迎バスが最寄りの大井町駅に到着するのが18時20分頃になる）など、競馬観戦客の帰宅のピークを分散させると同時に、コミケ参加者の帰宅時間帯のピークと重ならないタイムスケジュールが組まれるようになっている。
2002年（平成14年）冬のC63では、漫才イベント『M-1グランプリ』の決勝戦・敗者復活戦が東京ビッグサイトからほど近いパナソニックセンター有明スタジオで開催され、28日に設営、29日昼から夜に生放送、29日深夜から翌30日早朝にかけて撤収が実施されるスケジュールが組まれていた。このことから、大会の観覧者や出演芸能人のファンによる入り待ち・出待ちやコミケット側における東京ビッグサイト周辺の徹夜組の存在も絡めて混乱の発生が懸念されたものの杞憂に終わった。翌2003年冬のC65でも『M-1』最終決戦とコミケット期間は重なった。なお、2004年は『M-1』の開催日が数日繰り上げられコミケとの日程重複はなくなり、翌2005年からは主催者と会場の契約の兼ね合いから大会自体の会場変更が行われていたが、『M-1』は2010年に終了した（2015年に復活）。『M-1』の後継である『THE MANZAI』については、当初から決勝戦開催日とコミケの開催日は重複していない。

## 参加者・来場者の行為・行動にまつわる問題
「法令と最小限に定めた運営ルールに違反しない限り、一人でも多くの参加者を受け入れることを目標とする」ことをコミックマーケットは理念としている。

### 徹夜組
| コミックマーケット開催日の開場前の朝6時の光景。既に徹夜組、深夜来場者による待機列ができており、ツアーバスや始発電車で来場する一般参加者の待機列はこの橋の後方や橋の下にある。 |  | コミックマーケット開催日の開場前の朝6時の光景。既に徹夜組、深夜来場者による待機列ができており、ツアーバスや始発電車で来場する一般参加者の待機列はこの橋の後方や橋の下にある。 |
| コミックマーケット開催日の開場前の朝6時の光景。既に徹夜組、深夜来場者による待機列ができており、ツアーバスや始発電車で来場する一般参加者の待機列はこの橋の後方や橋の下にある。 |  | |

| 放置された大量のゴミ。回収は準備会スタッフの仕事であり、負担を強いられることになる。 |  | 放置された大量のゴミ。回収は準備会スタッフの仕事であり、負担を強いられることになる。 |
| 放置された大量のゴミ。回収は準備会スタッフの仕事であり、負担を強いられることになる。 |  |                                                                                      |

#### 徹夜組の定義と概要
「徹夜組」（または「深夜来場者」）とは、当日の公共交通機関の始発便の最寄駅への到着時間（コミックマーケットの場合、従前は準備会が指定しているツアーバスが東京駅に到着する時刻である4時30分とされていたが、そうしたバスの運行が既に廃止されていたため、C89より「一般的な電車の始発時間」と改訂された）よりも前、さらには前日の段階から会場周辺地域に乗り込んで、会場前に徹夜で並ぶ、あるいは会場周辺を徘徊するなどして開場時間を待つ一部の参加者のことを指す。ただし一般的に持つ「徹夜」または「徹夜行為」の意味が曖昧の為、準備会では主に「深夜来場者」という表現を利用する（例えば「深夜から会場前で列に並んだが、列内で睡眠を取ったから“徹夜”ではない」などという主張を防ぐため）。また、この表現は「徹夜組は規約違反者であるためコミケットの参加者とは言えず、会場周辺での徹夜行為はイベントの妨害である」という考えを持つ者が、徹夜行為を行わない普通の参加者と区別する意味で用いる事例もある。
準備会ではこのような徹夜行為を禁止しているにもかかわらず、毎回コミケット開催期間中の会場周辺では数千人規模での徹夜行為が繰り返されており、準備会も警告を行っている。現在の「徹夜組」の行動は、一般的には開場後の比較的短時間での完売（売切）が確実視される企業ブースの商品や大手サークルの目当ての同人誌の確実な入手を目的とした行為と目されがちである が、元々コミケット自体が「合宿」などの徹夜イベントを半ば恒常的に開催していた日本漫画大会の元参加者たちによって立ち上げられたイベントであったという経緯などから、会場周辺での徹夜行為そのものをコミケットの事実上の周辺イベントとして捉えて参加目的の1つにしている層がコミケットの歴史のごく初期から存在しており、この様な者たちへの厳しい対処を、自身も日本漫画大会の「合宿」に参加した経験を持つかつての代表者の米澤嘉博が心情的なものもあって早い段階で下せなかった 後遺症という一面がある。この様な複雑な事情を抱えながら、主催者サイドは「徹夜組」への対策に現在でも追われ続けている。
2000年代以降は、特に子供連れの「徹夜組」の登場が大きな問題としてクローズアップされており、カタログでも「通常の子連れ参加の賛否両論とは次元の違う問題です。絶対にやめてください。」とより強い警告を発する事態となっている。

#### 徹夜組の問題点
準備会はコミックマーケットカタログ上などで、徹夜行為は会場の借り上げを困難にし、コミケットの開催継続、つまりはイベント自体の存続を危うくさせる行為であるとして危機感を強く露にしており、毎回のように徹夜行為への自制を促している。会場が借りられなくなる理由として準備会では以下のようなものを挙げている。
- 「徹夜組」の中には未成年者が多数含まれており、少年警察活動規則により深夜徘徊とされ補導対象になる。
- 周辺の不良や暴走族、あるいは手癖の悪い徹夜参加者による窃盗・恐喝などの「徹夜組」を標的にした犯罪がたびたび発生しており、警察からも毎回厳重な注意を受けている[54][55]。
- 深夜の周辺の建物・敷地への進入、芝生や看板などの設置物の破壊、ゴミの散乱について各所からクレームを受けている[54]。コミックマーケット71では、会場近隣のホテルテナントの案内看板を深夜来場者が損壊させる事件が発生した[55]。

いずれにしても、翌朝開始のイベントへの入場待機を目的にした徹夜行為が数千人規模で繰り広げられるイベントはコミケット以外に存在せず、「徹夜組」の数の多さそれ自体が運営にとって重大な脅威かつ負担となっている。また、コミケットほどの巨大なイベントを受け入れられる施設は東京ビッグサイト以外にはなく、ここが使用できなくなるとコミケットそのものの存続に関わることになる。
また、これらの徹夜問題の対策として、開催日前日の夕方から最終日当日の朝まで夜通しでスタッフや警備会社を大規模に動員しての警備活動などを実施せねばならず、これだけでも莫大な費用や人的負担が発生する。また、準備会が徹夜を認めていない以上、直接徹夜組を管理する立場にはないものの、警察の強い指導によりやって来てしまった徹夜組を収容せざるを得ない状況である。さらに徹夜組のトラブルを防止するために、夜間に多数の警備員を巡回させて深夜来場者を収容場所に誘導している。その諸経費は主催者を通じて実質的にサークル参加者や企業参加者が負担する形となっており、徹夜組が「一方的にサークル参加者や企業参加者に負担を強いる」行為であることを準備会は示唆している。そしてC99では、新型コロナウィルス感染症拡大防止対策および徹夜組排除の観点から、入場料の徴収を実施し、フリー入場の中止および入場時間のランダム化を実施することとなった。
この様なコミケット会場周辺で起こされている直接の問題や主催者が負わされる過剰な負担以外にも、電子掲示板やSNSなどのインターネット上のコミュニケーションの場において、「徹夜組」常習者が同じコミュニティ内のコミケット参加者に対して徹夜行為を勧誘するなどといったことも起きており、これも当事者たちの間でモラルを巡ったトラブルとなり問題視されることがある。
加えて、こうした「徹夜組」常習者の中にはグループで徹夜・深夜来場行為を行い、徹夜・深夜来場行為を率先して指導・先導する者も複数おり（俗に『仕切りたがり』などと呼ばれている）、先導者として振舞っているうちに身勝手な正義感やプライドが芽生え、正規のコミケットスタッフや警備員の指示と異なる独自の行動をとったり、「お前たちに代わって自分たちが徹夜組を管理してやっているんだ」などといった理屈を振りかざして徹夜・深夜来場行為を正当化しようとする者もいる。また、複数の「仕切りたがり」たちが深夜に各自で勝手に待機列や待機集団を形成した挙句「どちらが先に入場するか」で仕切りたがり同士で揉めたり、あるいは自らが形成した待機列が肥大化しすぎて制御しきれなくなり、管理を放棄して逃走したり、スタッフや警備員に丸投げするなどの問題も発生している。
C99では、上述したとおり、新型コロナウィルス感染症拡大防止対策および徹夜組排除のため、アーリーチケットの導入、チケットの入場時間指定、フリー入場の廃止などを行った結果、徹夜組がいなくなり、始発ダッシュも見かけなくなるほど大きく改善した。このため、C100以降でも時間指定チケットによる完全有料制を継続することを決定した。

### ダミーサークル
人気サークルがコミケ限定で頒布する同人誌を入手する為に、（徹夜組を含む）一般参加者より早く会場へ入場できるサークルチケットを入手することを目的にサークル参加する者がいる（この中には徹夜組や転売屋も存在する）。サークル参加の落選率の上昇に繋がるなどの理由から問題視されるようになっている。

### サークルチケット転売・偽造問題

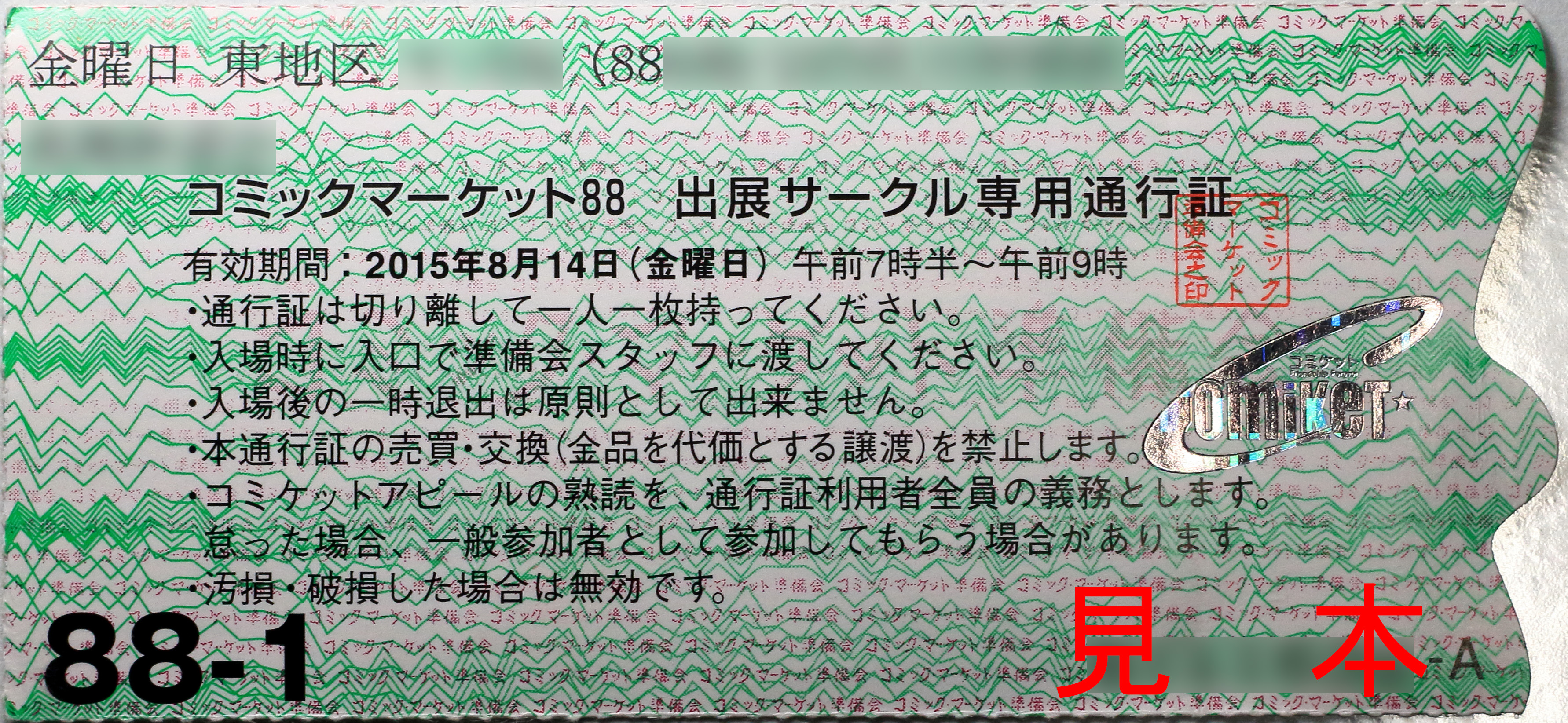
コミックマーケットのサークル参加者に送付される出展サークル専用通行証（2015年8月14日開催）。
偽造防止のためホログラムなどの対策が凝らされている。また、転売防止および個人情報を特定できるようサークル受付番号・配置場所・責任者の名前そしてサークル名が印字されている（ぼかしの部分に印字されている）。
インターネットオークションでは裏面（開催番号のみが記載）やこの画像のように個人情報の印字された部分を隠蔽して出品されている。

2000年以降、サークル通行証とも呼ばれ、（また正式名称ではないが）「サークルチケット」とも呼ばれる「出展サークル専用通行証」および「サークル駐車券」がインターネットオークションなどにおいて高額で販売（転売）されていることも問題となっている。
コミックマーケットのサークル通行証は当選したサークルごとに3枚ずつ 配布されるため、3人が開場前に入れることになる。しかし元々3人もおらずまた準備に3人必要ないサークル、そしてダミーサークルであれば通行証が余る。
一方、一般参加者よりも先に入場することができ、大量の列ができる大手サークルにいち早く並ぶことができる 通行証や、自家用車での来場が可能になる駐車券は高額の金銭を支払ってでも欲しい人が多いため、サークル通行証はネットオークションの中でも人気の高いアイテムとなっており、サークル通行証の発送された直後（開催日の約2か月前）、すぐ出品されるにもかかわらず1万円〜2万円以上の高値で落札されることがままある。
コミックマーケット準備会は金銭を代価とするこのような転売行為、および無償の譲渡も認めておらず、出品者やネットオークション業者に対してオークションの取り消しなどの呼びかけを行っているが、単純な所持や本来の目的に違反する使用は法的に禁止されているものではなく、また、有料で販売しているものではないため、ダフ屋行為として取り締まることができず、完全に根絶できない状態となっている（ある程度の報告が寄せられれば出品を取り消されることはあるが、たいていが取り消される前に落札される）。
サークル通行証の券面には参加日・サークル名・スペースなどの個人情報が記載されているため、準備会側でサークル名かスペースがわかれば出品者の個人情報を特定できることになるが、ヤフオク!（旧名称：Yahoo!オークション）への出品で現物の写真を掲載する際、これらの個人情報が記載されている部分を隠蔽 するよう処理することや、落札者に情報を口外させない（出品者と落札者が接触しない）ことで身元を特定できなくするなど手口が悪質となっており、準備会でもこれ以上手を打てない状態が続いており、せいぜい出品者のIDを公開 することしかできなかったが、2015年8月9日、コミックマーケット準備会はコミックマーケット88の出展サークル専用通行証を出品した2サークル名を公開し、今後のサークル参加を一切断ると発表した。

### コスプレ

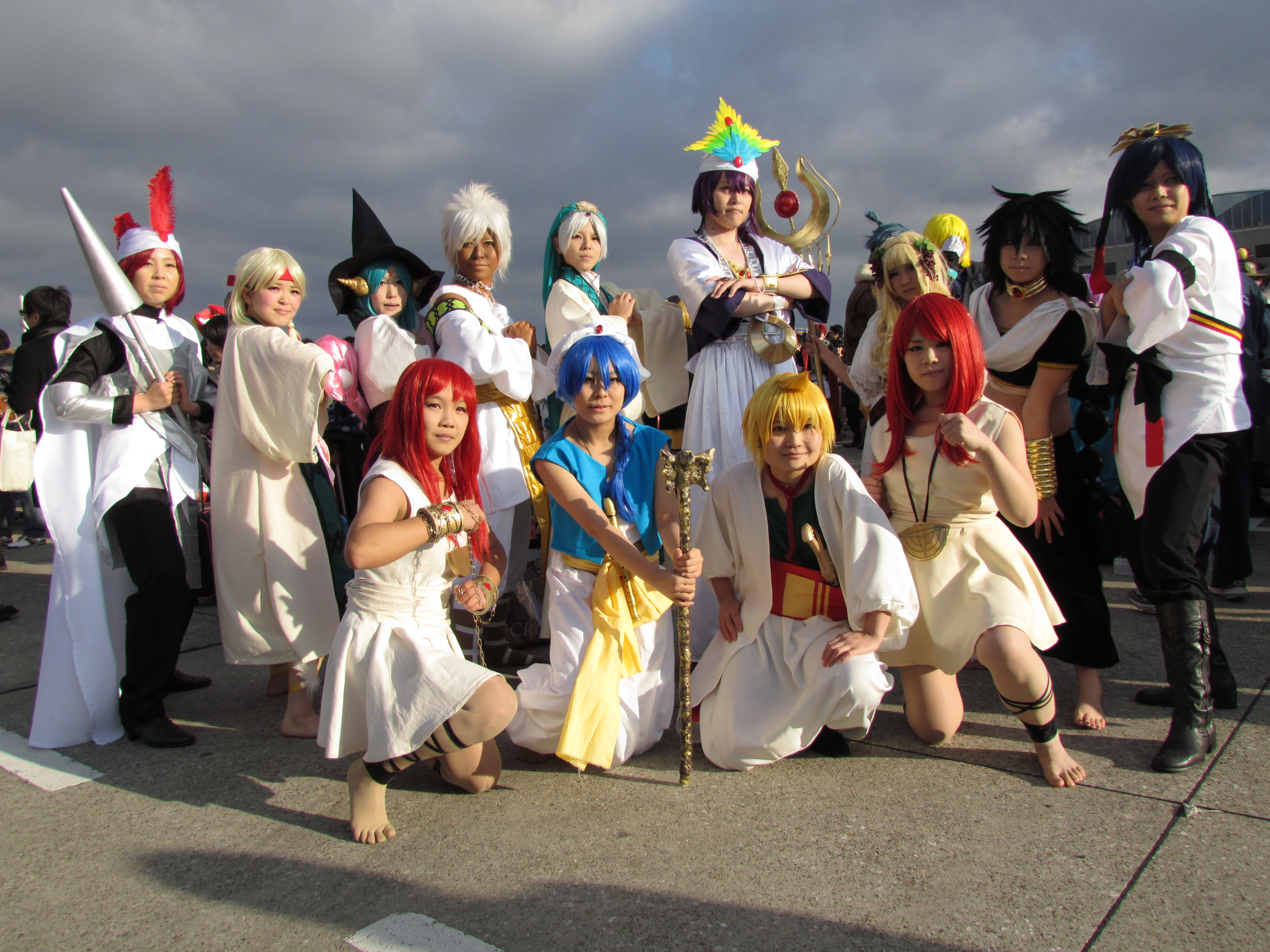
コミックマーケット83で『マギ』のコスプレで集合するコスプレイヤー

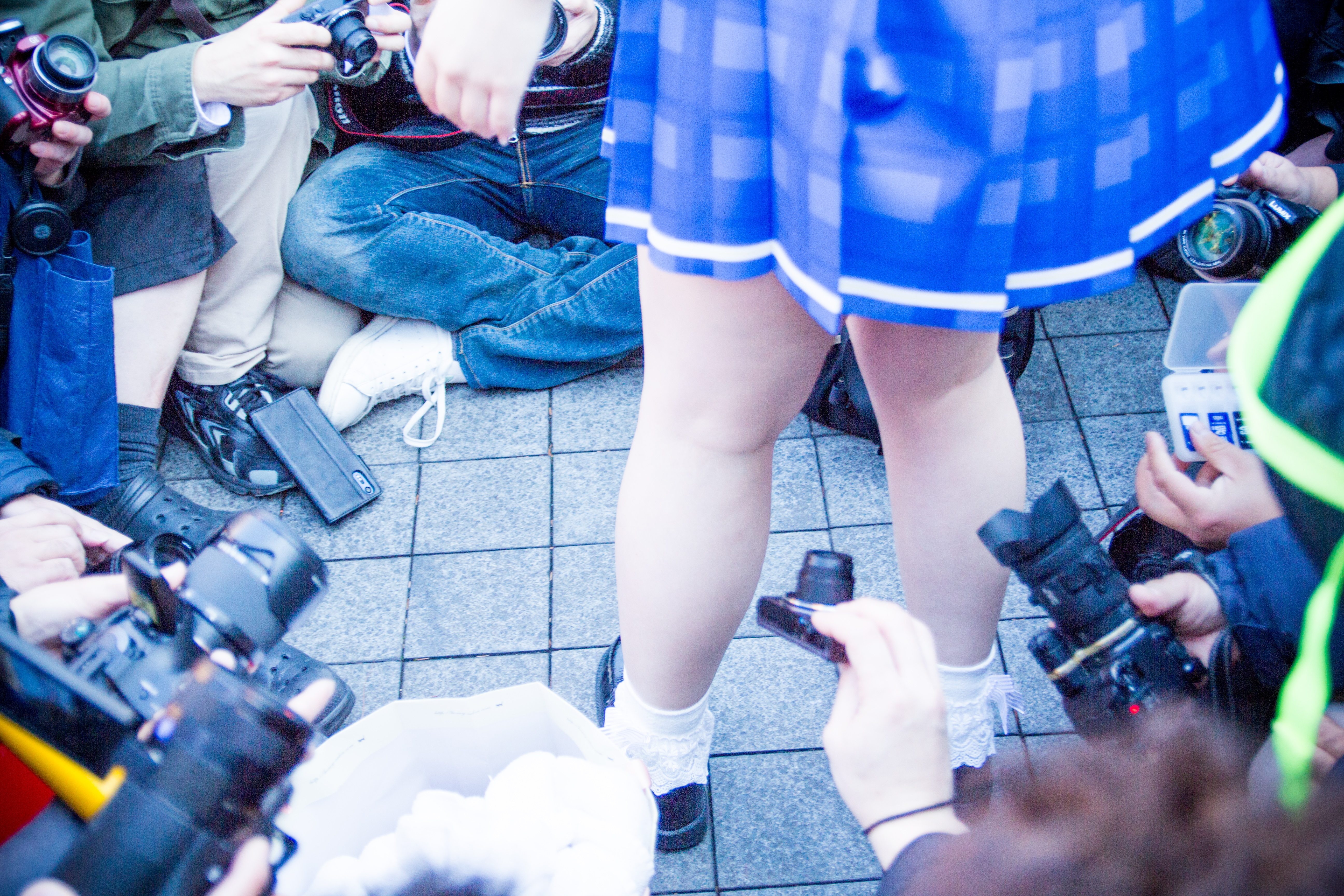
コミックマーケット91のコスプレ広場にて、ローアングラー撮影を試みるカメラマン。

同人誌の売買と共にコミックマーケットの参加様態の一つであるコスプレに対しては、事前登録制、参加が可能な制服の制限、撮影区画の制限、コスチュームのままでの入退場禁止、突起物（衣装の装飾、キャラクターの武器など）や肌の露出に規制などの対策が施されている。またコスプレの内容はスタッフによってチェックされ、スタッフの判断によってはコスプレ可能区画の制限（これを受けると、サークル参加者がそのコスプレで自分のサークルスペースなどに滞在することもできなくなる）や修正の要請（追加でタイツやシャツなどの着用を求められる、装飾品の除去を求められるなど）、あるいは登録不許可となる可能性もある。露出以外では、学生運動を模した「放火犯」と書かれたTシャツが反社会的であるとして不許可になったケースがあった。2011年からはコミケ自体のルールの見直しに伴い、コスプレの規制についても従来までの物による規制から、行動に対しての規制に変更・緩和されている。
しかし過度に露出の多いコスプレ（特に女性）が警察当局からも指導を受けるなど一部で問題視される事もあるほか、一部のローアングラーなどの来場者が盗撮行為を行い、それらの写真がインターネットでアップロードされることも多いため、写真全てを取り締まれないなどの問題も残している。「写真撮影を他のイベント同様に登録制にしてはどうか」という提案も出ているが、コスプレイヤーやサークル参加者、同人誌を買いに来た参加者だけでなく企業ブースを目当てに来た参加者、さらにはコスプレ撮影のみを目当てに来た来場者などあらゆる参加者及び「偶然の来場者」も登録対象にする必要があり、その処理を行うだけでも膨大な時間や人員が必要となるため、簡単には実行に踏み切れない事情もある。そのため現状では撮影機材に関してもコスプレ衣装同様に厳格な制限を定めるとともに、会場で配布する小冊子で注意喚起を行うに留まっているのか実情である。
だが、2000年代以降、過激なコスプレを行う女性の一部には、コスプレを行うと同時に自身の運営・所属するサークルのブースに確実に販売停止処分になるような、公序良俗という意味でギリギリの過激な内容のコスプレ写真を収録したDVDなどのいわゆる「エロコスROM」を意図的に持ち込み、これを目論見どおり販売停止処分にさせることで、「コミケで発禁処分になった写真集」という煽り文句を付けて「コスホリック」などの別のイベントで販売する「発禁商法」を行うことが目的になっている者も見られるようになっており、もはや単純に参加者のモラルに訴え掛けるだけでは限界があることも現実である。
一方で、コスプレでの参加が増えるようになり、上述の規制緩和でそれに拍車がかかるようになった。このため、更衣室やコスプレ広場の慢性的な混雑が発生するようになった。これに応じる形でC83からはコスプレ広場の名称をコスプレエリアに変更し各所に点在する形でエリアの拡大を図るほか、更衣室の終了時間の延長、早期登録によるコスプレ参加者先行入場の試験実施、C91からは従来までの会議棟に加え東8ホールにも更衣室を設置する、などの対策を講じている。規制緩和によってスタッフの負担は大幅に下がったという声も出てきている。
同人イベントの大勢においてコスプレが全面禁止ないし大幅に規制されている現状にあって、それでもコミケットは比較的容認されている部類に入るが、これには代表として長年に渡りコミケットの方向性に対して大きな発言力を持っていた米澤嘉博の方針として維持されてきた経緯がある。なお、米澤の生前から準備会内部ではコスプレの廃止（全面禁止）はたびたび議論の俎上に上げられていたものの、現段階では見送られている。ただし、C99では上述した新型コロナウィルス感染症拡大防止の観点から、一時は全面禁止を検討したものの、最終的に撤回している。
現在ではコスプレに特化したイベントが存在している。また、コミケットの時期には、東京ビッグサイト近隣のイベント施設 において、コミックマーケットのアフター利用、暑さ・寒さの回避や、コミケ帰りの混雑分散のためなどコミケットによる人の流動に事実上便乗する形で別の主催者によるコスプレ専門のイベントが開催されている。このようなイベントではコミックマーケットよりも突起物の制限が緩かったり、露出の高い衣装がある程度容認されていることがある。こうしたコスプレに特化し、かつコミックマーケットに便乗したイベントは他にも東京都内を中心にいくつか開催されているが、中には前述の「発禁商法」の温床となっていたり、責任逃れのためにイベントの主催者や責任者すら判然とさせていない極めてアンダーグラウンドなイベントも中には存在する。しかし、「となりでコスプレ博」が主催者の死去によって2025年夏以降、当面の間の開催中止が決定しており、コミケ帰りのコスプレイヤーをどのように受け入れるかが課題となっている。

### 会場内および会場周辺での動画撮影・配信
2000年代に入り、デジタルカメラやSNSなどの普及で自ら撮影した写真を手軽に公開できるようになり、さらに近年ではごく普通の一般市民でも「YouTube」や「ニコニコ動画」といった動画共有サービスを手軽に利用することができるようになり、それに伴うトラブルも爆発的に増加した。
コミックマーケットにおいてもそれは例外ではなく、会場内、及び会場周囲の様子を周囲を撮影し、撮影の構図やモザイク処理などのプライバシーに配慮されていない写真や動画がインターネット上にアップされる事態が続発しており、肖像権、プライバシーの観点などから問題視される場合がある。
準備会は個人での撮影については注意事項を公式サイトに記載されている。
コミックマーケット会場内やその周辺でニコニコ生放送やUstreamのようなリアルタイムのライブストリーミング配信を行う行為は、動画がリアルタイムで全世界に配信されてしまうため、第三者のプライバシーや動画撮影に対する拒否権の有無などはほとんど無視されており、事実、コミックマーケットの会場周辺で悪質な撮影を行っていたニコニコ生放送の配信者（通称：『生主』）が警察に通報され、警察官と言い争いになる場面までリアルタイムで配信されてしまう事態も発生している。

### パフォーマンス行為と懸念
コミックマーケットはあくまで同人誌即売会であり、歌唱・ダンス・演説などのパフォーマンスを披露する場所ではない。無許可のパフォーマンス行為はコミケットの会場内や会場周辺では禁止されている。
しかし、会場にはコミケットの混雑の光景やコスプレイヤーの取材・撮影を目当てにマスコミ各社のスタッフやフリーランスのカメラマンなどが数多く訪れることなどもあり、非常に多数の参加者がひしめき合う会期中の会場やその周辺地域において、自己顕示や自己宣伝・売名などを主目的とした人物（いわゆる「目立ちたがり」）がコミケットに便乗する形でパフォーマンスを繰り広げ、トラブルを巻き起こす事態があり、これはコミックマーケットにとって新たなリスク要因となっている。
加えて、そうした一部のパフォーマーやその協力者が故意に、あるいは傍観者がたまたまに撮影した動画をインターネット上に投稿するケースもある。

### 諸事情の理解に乏しい参加者の増加
コミックマーケット特有の事情やルール・マナーをあまり理解しないまま来場する参加者が増加傾向である。企業や行政各局が催すイベントとは違い（カタログなどで）注意事項が周知徹底できないゆえに発生する問題である。
コミックマーケットでは全ての参加者は対等の立場であるとされる。このため一般参加者であってもルールとマナー、諸注意事項を理解して参加するなど事前の準備が必要であり、毎回発行されるカタログ上で呼びかけられる。しかしながらインターネット上のコミュニティが発達し、またコミックマーケット自体も社会的な認知度が高まるにつれ、雑誌やインターネット上の掲示板などの情報だけを頼りに来場する参加者が増えてきており、他の参加者やスタッフなどとの間で以下のようなトラブルにも発展するようになってきた。これらはイベントの運営進行と参加者の活動に悪影響を与える言動として注意が必要となる事項である。
- 夏コミの参加時に十分な必要な暑さの対策（帽子・日焼け止め・水分など）を準備せず来場し炎天下に数時間並んだ挙句、熱中症で倒れる。最悪の場合、死亡することもあり得る。
冬コミでも同様に必要な寒さ対策をせずに来場した挙句、低体温症で動けなくなる（降雪時の対応も必要になる）。
- 自己の健康管理を徹底せねばならない（基本的に他の参加者やスタッフは自分の行動に関知しない）のにもかかわらず列を抜けると最後尾に並びなおさねばならないと思うあまりに、自身の体調の悪化を無視し体調を崩すなどの参加者が毎年見られる。またトイレは例年かなり混雑する。
- 長蛇の列や長期の待ち時間に戸惑い、客感覚でスタッフや企業・サークル参加者に「責任者を出せ」と不満を漏らす。
待機が長時間になることは、同人誌即売会では極めて一般的である。また理念上「客」も「店員」もおらず共に対等な参加者だが、会場には（カタログ購入等の）受付なく自由に入場できるため同様のトラブルは後を絶たない。2010年夏に行われたC78の会場では「お帰りなさいませオタクさま・お帰り下さいませお客様」の標示も見られた[66]。これらの問題は準備会にとって、当人だけでなく「コミケットはしんどいところなのだ」と準備会がうまくアピールできていないのも一因と示唆している（「コミックマーケット74アフターレポート」）。2008年頃からはカタログは早期に完売する傾向にあり、場合によっては注意事項を読む手段がなくなる場合もあることから、2008年夏のC74からは公式サイト上にも注意事項やマンガレポートを掲載するよう改めた。
- C82では、開会中に出展サークルが許可無くピザのデリバリーを注文し、会場付近にまで届けられた事例があり、これに対してコミックマーケット準備会が止めるように注記したこともあった[67]。
- 人混みで溢れるところ、また参加に夢中になって警戒心が緩む事を狙った財布や金品の窃盗が後を絶たない。C93では、スリ目的で来場した男性が窃盗を行い、警察に現行犯逮捕される事例も発生している。準備会も毎回カタログで窃盗に注意する旨を喚起している。

## 出品物に関する問題

### 参加者の低年齢化に伴う影響と成年向け同人誌の氾濫
2000年代に入ると、一般参加者としての児童・生徒の参加が増加している。その上、コミックマーケットや各同人誌即売会では成年向けの本と一般向けの本の売り場が厳密に区別されていない ため、必然的に成年向け同人誌を目にする機会が多くなり、通常の書店より購入が容易になるという問題が発生している。
このため、同人誌即売会においてはこのような性描写の氾濫が最も問題視されている（「性描写の問題」と「パロディによる著作権の問題」は、本来別の問題であるが、一括りの問題とされることがある。後述の「東京都や警察庁の表現規制方針」も参照されたい）。また、コミックマーケットで多数のサークルで成人向けを扱う状況から、「成人向け作品を販売するイベント」との誤解や偏見が持たれている状況も多々存在する。
企業ブースでは成人向けゲームを主に制作している会社も出店しているが、それら店舗での商品購入の際に配布される紙袋が"過激"であるとして問題になったことがある。これをうけてか、2012年の夏コミ（C82）以降はあまりに過激な図柄のものについては激減している。

### 東京都や警察庁の表現規制方針
コミックマーケットは先に記載の通り多種多様な同人活動の愛好家の交流の場でもあり、社会上のルールや法律、倫理に触れない限り、表現する同人活動・作家を重んじる活動を行っている。しかし児童ポルノ規制が行われるようになった2000年初頭頃から、青少年の健全育成を目的として著作物・創作物の（主に性的表現に対する）表現規制が主張されるようになった。
2006年現在、東京都の方針に対してコミックマーケット運営側からは具体的な声明や方針は出されていない。しかし表現規制そのものがコミックマーケットの理念と相反するため、自らコミケスタッフでありかかわりの深い弁護士である山口貴士はコミケカタログに「児童ポルノ規制が同人界に悪影響を及ぼす」との声明を出したりコミケ会場で東京都青少年の健全な育成に関する条例の改正案（特に『非実在青少年』の規制案）に反対する署名が集められている。また、現状でも限られた会場の制約や犯罪・テロ対策などから徐々にではあるがコミックマーケットの規制は増やされている。
また、警察庁に関しては2006年4月にバーチャル社会のもたらす弊害から子どもを守る研究会が設置され、同年12月公表の最終報告でも同人誌や同人ソフトが倫理審査を受けていないことに対する問題提起がなされており、この点に関しては拡大準備集会で主催者側から今後の動向を注視する趣旨の見解が示されている。

### 印刷所に関するトラブル
かつて茨城県龍ケ崎市に存在した印刷会社「木内印刷」は、価格が非常に安く、同社を利用するサークルも多かったが、文字化け状態のまま印刷する、乱丁率の高さなど仕事そのものの低品質さに加え、印刷の遅れから前日搬入を行えず、やむなく準備会がサークル側への救済措置として当日朝の搬入を認めるなど、トラブルを多々起こしていた。特に規定外搬入については以前から繰り返しており、準備会からも改善要請を再三行ったにもかかわらず改善が見られず、さらに開催ごとに必要な搬入企業登録料も支払われていない状況が続いていた。
こうした違反を繰り返したことを鑑みて、準備会は2008年11月に木内印刷に対し、同年冬のC75以降は出入禁止にする旨を通告した。この措置によって木内印刷は業績が急落し、倒産に追い込まれた。

## 二次創作と著作権について

### 販売量
コミックマーケットは同人作品の発表・頒布の場であるが、現実を見る限りでは既存の著作物を利用しての二次創作によるものがかなりの割合を占め、その内容も非常に多岐に渡る。また人気作品では二次創作の作品数・出展サークル数は膨大になり、特に個別の作品が単体ジャンルとして成立しジャンルコードが割り振られるほどの規模にもなれば、作品数・内容の両面において各著作権者が自力で二次創作の全容を完全に把握することは現実的に見て不可能である。
また、販売される量についても、同人側の作者の知名度や人気にもよるが、コミケットで同人作品を大規模・大量に製造・販売することによって同人活動の費用はもとより自身やスタッフの生活費やスタジオの運営費用までをも職業的に稼ぎ出す者たちが近年では多数現れるほどの経済規模となっているなど、同人自体が肥大化を続けた結果として事実上の業界化を遂げており、コミケットはこのような職業的な同人サークルも一同に集うイベントとなっている実態がある。
一部の人気作家は、コミケットだけで1作で数万部単位の二次創作作品を製造・販売し、その後同人ショップに流通させる者もいる。同人活動の定義として「手渡しでの販売」が原則であるが、こうなるともはや商業活動との境はないに等しい状況となっている。

### 性描写・残酷表現
また、二次創作で制作されるものの中には性描写・残酷表現などが主眼となっているものが見られる。このような作品は元ネタとされた作品の内容次第 では、成人向けの内容で書かれることが甚だ不本意なものである場合も見られ、同人誌はもとよりこれらが頒布されることの多いコミケットそのものまでもが問題視されている。顕著な例として、2021年11月10日には、Cygamesから『ウマ娘 プリティーダービー』の性的描写および暴力的描写に関する二次創作の禁止が発表されたことを受け、コミックとらのあなやメロンブックス等ではCygamesからの要請を受けた形で『ウマ娘』の成年向け同人誌の委託販売を一切行わない方針を発表したほか、多くのサークル参加者がウマ娘の成人向け作品の頒布が事実上禁止されたと解釈し、今後同作の成人向け作品の頒布を一切見送るほど影響が大きかった。
そもそもの部分で、著作物と同人作品として頒布される二次創作作品の関係については、現在に至るまで著作権者と同人界側の「相互の暗黙の了解」という形であえて曖昧なままにされ、同人側のモラルと自制に委ねられてきた部分が存在することも事実である。だがしかし、上述した事情などから、現在では二次創作の同人作品とその元ネタとなる作品の間で発生する著作権を巡る諸問題、特に著作権を所有・管理する企業との関係については、同人作品を制作したサークルの自己責任あるいはサークルと著作権者の個々の問題として単純に片づけることができる状況ではなくなっているケースがある。特に販売規模の面では、複数の大手同人サークルが参入した作品や、製作規模と販売規模の大きい著名な映像作品系などのサークルが手掛けた二次創作作品では、トータルの経済で見た二次創作作品の経済規模が著作権者側が黙認して放置できない程のスケールになるケースがある。これは特にアダルトゲームや深夜アニメなどではより顕著である。
もっとも、準備会も漫然と放置してきたわけではなく、過去には広報誌「COMIKET PRESS」で特集したり著作権についてシンポジウムを開いて漫画批評家の夏目房之介らを招いての討論イベントも実施している。
現状ではロゴの模写や日本音楽著作権協会（以下、JASRAC）などの音楽著作権管理組織が扱う管理楽曲をアレンジ・カバーして、その曲を収録したCDを権利担当の管理組織に申し出せずに頒布する行為や、二次創作ガイドラインで特定の描写の禁止が明記されているケースなど完全に禁止された事項もあるが、それ以外は一次創作物の丸写しでもない限り二次創作であることを理由とした規制はコミケットでは行われていない。コミックマーケット準備会では、本項目に関連した頒布禁止物として「法令に触れる物。ワイセツ図画および児童ポルノ、著しく知的財産権(著作権・商標権等)を侵害する物。」と定めている。

### 著作権者の黙認
一方で、コミックマーケットには著作権者である出版社やゲームソフト関連企業などによる企業ブースの出展も増えてきており、コミケットでも販売される同人作品を調査して人材発掘を行う企業も少なくなく、また現状では著作権侵害が親告罪であることから、同人誌とそれを売る場であるコミックマーケットは事実上黙認されている。
また、多くの作品を二次創作に利用されている角川グループホールディングス会長（当時）の角川歴彦は2010年に「コミケからは才能豊かなクリエーターが生まれた。出版社が著作権を独占してコミケが収縮していたら、それは生まれてこなかったかもしれない」と語っていた。